# Kafr Lāhā
Kafr Lāhā (arabiska: كفر لاها) är en ort i Syrien.   Den ligger i provinsen Homs, i den centrala delen av landet, 150 kilometer norr om huvudstaden Damaskus. Kafr Lāhā ligger 376 meter över havet och antalet invånare är 21 819.
Terrängen runt Kafr Lāhā är platt åt nordost, men åt sydväst är den kuperad. Det finns inga andra samhällen i närheten. 
Trakten runt Kafr Lāhā består till största delen av jordbruksmark. Runt Kafr Lāhā är det glesbefolkat, med 14 invånare per kvadratkilometer.